# Vaud
Vaud (niem. Waadt; gsw. Wadt; wł. Vaud, Vado; rm. Vad) – kanton w zachodniej Szwajcarii. Vaud dołączył do Konfederacji Szwajcarskiej w 1803 roku. Stolicą jego jest miasto Lozanna. Językiem urzędowym kantonu jest język francuski.

## Geografia
Południowa część kantonu leży nad Jeziorem Genewskim. Od strony północnej Vaud graniczy z kantonem Neuchâtel i jeziorem Neuchâtel. Po stronie zachodniej rozciąga się łańcuch gór Jura, tworzący granicę z Francją. Na wschodzie kanton graniczy z kantonami Fryburg i Berno, na południowym zachodzie z kantonem Genewa i na południowym wschodzie z kantonem Valais. Najwyższy szczyt kantonu Sommet des Diablerets leży 3210 m n.p.m.

## Historia
Ziemie kantonu były zamieszkane już w czasach prehistorycznych. Później zamieszkiwało je celtyckie plemię Helwetów. W 58 r. p.n.e. ziemie zostały podbite przez Cezara. Rzymianie założyli wiele miast, m.in. Nyon (łac. Noviodunum), Vevey (łac. Viviscus) i Lozannę (łac. Lausonium lub Lausonna). Między II a IV w. osiedlili się tutaj Alamanowie. W V w. zostały podbite przez Burgundów, a później przez Franków pod wodzą Merowingów. Do 888 w Imperium Karolingów. W latach 1032–1218 pod panowaniem niemieckiej dynastii Zähringen. Po niej ziemie te weszły w skład Księstwa Sabaudii-Piemontu. Na początku XV w. teren był okupowany przez wojska berneńskie, a od 1536 r. włączone do Berna. Reformacja zawitała tu za sprawą Piotra Vireta, współpracownika Jana Kalwina. Przez wiele lat próbowano zrzucić zwierzchnictwo Berna. Udało się to dopiero podczas rewolucji francuskiej. W 1803 kanton stał się częścią Szwajcarii.

## Demografia
Językami z najwyższym odsetkiem użytkowników są:
- język francuski – 81,8%,
- język niemiecki – 4,7%,
- język włoski – 2,9%[1].

## Podział administracyjny
W dniu ustanowienia Republiki Helweckiej, tj. 17 czerwca 1798 r., ówczesny kanton Léman liczył 17 okręgów (district). W 1803 r., gdy Napoleon narzucił Szwajcarii nową konstytucję, utworzony kanton Vaud został podzielony na 19 okręgów.
Od 1 stycznia 2008 r. kanton dzieli się na dziesięć okręgów (district) obejmujących aktualnie (1 lipca 2021) 300 gmin (commune) z 822 968 mieszkańcami.
- Aigle, ze stolicą Aigle (15 gmin, 434,99 km², 47 125 mieszk.)
- Broye-Vully, ze stolicą Payerne (31 gmin, 258,01 km², 45 259 mieszk.)
- Gros-de-Vaud, ze stolicą Échallens (36 gmin, 232,20 km², 46 776 mieszk.)
- Jura-Nord vaudois, ze stolicą Yverdon-les-Bains (73 gminy, 700,99 km², 93 852 mieszk.)
- Lavaux-Oron, ze stolicą Bourg-en-Lavaux (16 gmin, 140,02 km², 64 270 mieszk.)
- Lozanna, ze stolicą Lozanna (6 gmin, 65,14 km², 169 024 mieszk.)
- Morges, ze stolicą Morges (56 gmin, 373,07 km², 85 975 mieszk.)
- Nyon, ze stolicą Nyon (47 gmin, 307,36 km², 104 214 mieszk.)
- Ouest lausannois, ze stolicą Renens (8 gmin, 26,34 km², 80 245 mieszk.)
- Riviera-Pays-d’Enhaut, ze stolicą Vevey (12 gmin, 282,92 km², 86 228 mieszk.).

Kanton obejmuje również jezioro Lac de Joux (8,77 km²) oraz części powierzchni jezior Murtensee (8,35 km²), Lac de Neuchâtel (74,14 km²) i Jeziora Genewskiego (298,10 km²), które formalnie nie należą do żadnego okręgu ani gminy. Po uwzględnieniu tych areałów wodnych daje to powierzchnię kantonu równą 3 212,02 km².

## Polityka
W kantonie działa Ligue vaudoise wydająca dwutygodnik La Nation.